# Mike Muuss

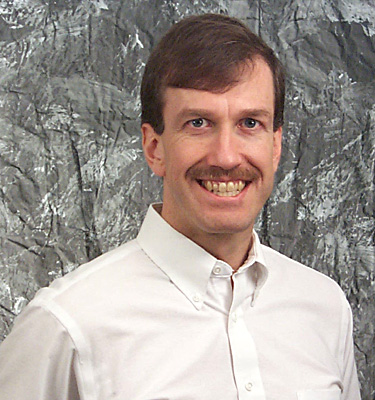
Mike Muuss (1999)

Michael John Muuss (ur. 16 października 1958, zm. 20 listopada 2000) – autor programu ping, używanego do testowania połączeń sieciowych w sieciach TCP/IP. Zginął w wieku 42 lat w wypadku samochodowym na autostradzie międzystanowej 95 w Harford County w Maryland.